# Хлопководческий трактор

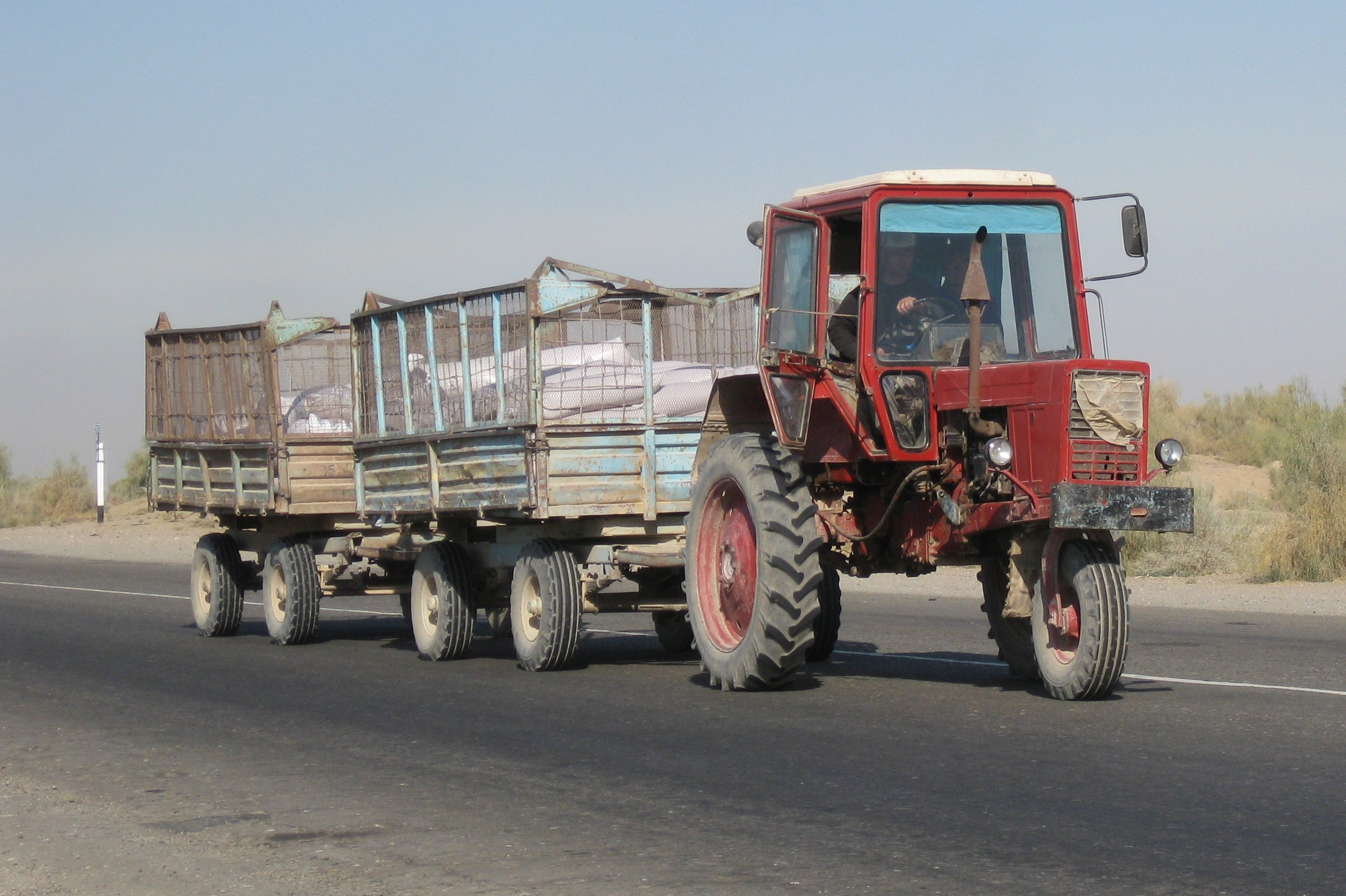
Хлопководческий трактор МТЗ-80Х Ташкентского тракторного завода

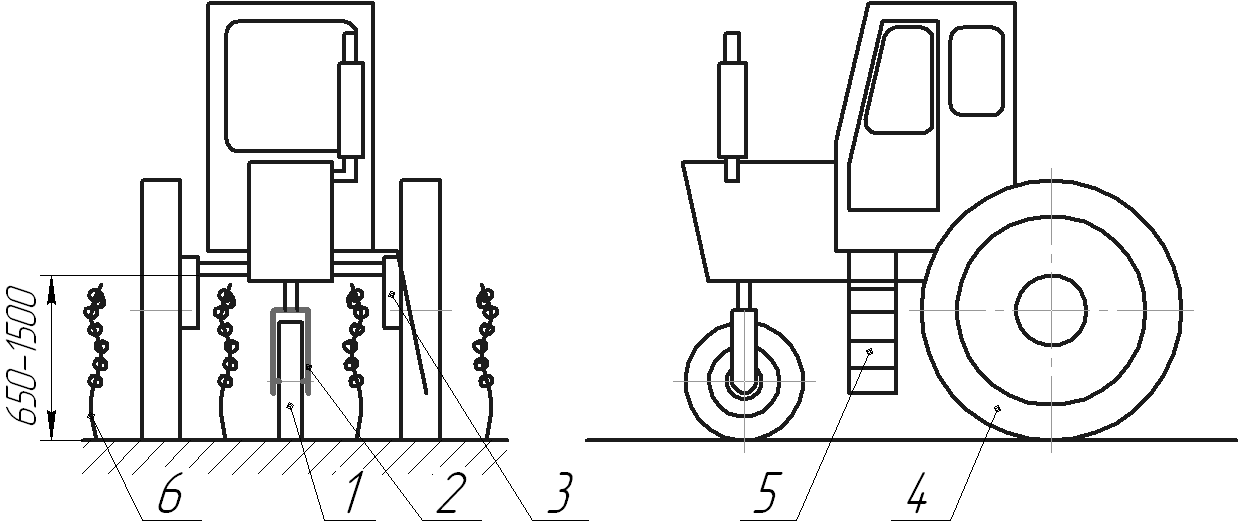
Схема хлопководческого трактора:
1 — Направляющее колесо
2 — Вилка направляющего колеса
3 — Колёсный редуктор
4 — Ведущее колесо
5 — Лестница
6 — Растения хлопчатника

Хлопководческий трактор — сельскохозяйственный пропашной трактор, предназначенный для ухода за посадками хлопчатника. От универсально-пропашного трактора отличается высоким агротехническим (дорожным) просветом — до 1500 мм и возможностью регулирования на ходу ширины колеи.
Столь высокий просвет обеспечивается за счет применения ходовой части портального типа (остов трактора значительно поднят над осями колёс). Наибольшее распространение получила схема с тремя колёсами: два задних ведущих увеличенного диаметра и одно переднее направляющее ведомое уменьшенного диаметра. Привод ведущих колёс осуществляется через бортовые редукторы (цилиндрические многоступенчатые, конические Z-образные, цепные), увеличивающие просвет под задним мостом. Такая схема обеспечивает устойчивое движение трактора по трём междурядьям и высокую маневренность.
Навесная система и вал отбора мощности могут устанавливаться как на картере заднего моста (при работе с высококлиренсными машинами), а могут (через специальную проставку и редуктор) перемещаться вниз при работе с культиваторами.
С хлопководческими тракторами агрегатируются следующие машины: хлопчатниковый культиватор, опрыскиватель, машина для внесения удобрений, подборщик хлопка, куракоуборочная машина. Машины для сплошной обработки хлопковых полей (пахота, посев, скашивание стеблей после уборки хлопка-сырца) агрегатируются с тракторами общего назначения.
В СССР хлопководческие тракторы выпускались Ташкентским тракторным заводом как модификации тракторов Т-28, МТЗ-50, МТЗ-80 из машинокомплектов, поставляемых соответственно Владимирским тракторным заводом, Минским тракторным заводом, Харьковским заводом тракторных самоходных шасси. Первым советским хлопководческим трактором был Универсал в модификации У4.
В последнее время на ташкентском тракторном заводе (ТТЗ) выпускался трактор Т-28Х4М с унифицированной кабиной. Кабина выпускалась на поточной линии, имела кондиционер испарительного типа, повышенную поверхность остекления, сдвижные двери и шумоизолирующие элементы в виде стеклопакетов (экспериментальный вариант) другие усовершенствования. Главный критерий кабины себестоимость. Над созданием кабины работали сотрудники конструкторского бюро под руководством к.т.н Фролова А. А.
Унифицированная кабина устанавливалась на хлопкоуборочную машину ХН-3,6 и другие машины. На трактор минского тракторного завода хлопковой модификации (трёхколёсный) МТЗ-80Х.
Особенностью хлопководческого трактора является трёхколёсная ходовая часть. Трёхколёсный трактор способен без разрушения оросительной системы с краю поля сделать разворот при междурядной обработке растений (культивация, внесение удобрений, химикатов).